# Jean de Vernon
Pour les articles homonymes, voir Vernon.
Jean Émile Louis de Vernon, dit Jean de Vernon, né le 1er avril 1897 à Paris, ville où il est mort le 9 septembre 1975, est un médailleur et sculpteur français.

## Biographie
Son père, Frédéric de Vernon, est professeur à l'École des beaux-arts de Paris et membre de l'Institut. Jean de Vernon est l'élève de cette école dans les ateliers de Jules Coutan et d'Hippolyte Jules Lefèbvre.
Il expose au Salon des artistes français dès 1922 et obtient une médaille d'argent en 1924, puis une médaille d'or en 1936.
Il est inhumé à Paris, au cimetière du Montparnasse, section 27, tombe Beral - Larrieu de Vernon.

## Hommages
Un prix de gravure, le prix Frédéric-et-Jean-de-Vernon, porte le nom de son père et le sien.
L'une des bibliothèques de l'Institut catholique de Paris porte son nom. En effet, conformément à la volonté de son époux, Madame de Vernon (née Odette Larrieu) a légué à l’Institut Catholique de Paris une partie de sa fortune. Ce legs a été utilisé pour la construction de la bibliothèque et pour la création d’une nouvelle salle de lecture à la bibliothèque universitaire de Fels. Un ensemble de médailles réalisées par Jean de Vernon, dont une série illustrant les Fables de La Fontaine, sont exposées à la bibliothèque.